# Бригада кораблів
Бригада кораблів — тактичне з'єднання (бригада) флоту.
У російському та радянському флотах в бригади збирали кораблі й катери одного або різних класів. Бригади можуть бути окремими або входити до складу дивізій або ескадр.

## Типи
Існує декілька типів бригад кораблів:
- Бригада надводних кораблів — зазвичай складається з кораблів або катерів одного класу (протичовнових, десантних або мінно-тральних кораблів, есмінців, крейсерів і т. п.), часто в свою чергу, розподілених на дивізіони.
- Бригада підводних човнів — зазвичай складається з декількох великих або середніх дизельних підводних човнів[ru] одного типу.
- Бригада кораблів, які будуються або ремонтуються
- Бригада річкових кораблів може включати мінно-тральнІ, артилерійські або десантні кораблі й катери. Бригади річкових кораблів можуть бути окремими, або входити до складу дивізій річкової (озерної) флотилії. В кінці Другої світової війни діяла 1-ша Бобруйсько-Берлінська Червонопрапорна бригада річкових кораблів[ru] Дніпровської військової флотилії.